# Berberis hemsleyana
Berberis hemsleyana är en berberisväxtart som beskrevs av Ahrendt. Berberis hemsleyana ingår i släktet berberisar, och familjen berberisväxter. Inga underarter finns listade i Catalogue of Life.